# Международна система единици
Международната система единици (международно означение SI, от френски: Système international d'unités) е съвременната форма на метричната система (наречена така заради една от основните си мерни единици – метъра) и е най-широко използваната система единици както в науката, така и в стопанството и техниката. Тя представлява кохерентна система единици, изградена от 7 основни, 22 именувани и неограничен брой неименувани кохерентни производни единици, както и набор от стандартни представки, които имат характер на десетични множители. Дефинира се от стойността на 7 константи, чрез които са дефинирани седемте основни единици.
Стандартите на Международната система единици, публикувани през 1960 г., са резултат от процес, започнал през 1948 г., и се основават на старата система метър – килограм – секунда (MKS), а не на конкурентната система сантиметър – грам – секунда (CGS), която от своя страна има няколко разновидности. Самата Международна система единици не е фиксирана, а дефинициите за единиците могат да се променят с международно споразумение, когато развитието на техниките за измерване даде възможност за по-точна дефиниция.
Причина за създаването на Международната система единици е появата на множество варианти на системата сантиметър – грам – секунда и липсата на координация между различните области на науката при използването на единици. Освен че дефинира нов вариант на метричната система, Генералната конференция по мерки и теглилки (CGPM), организация, създадена с Метричната конвенция през 1875 г., успява да убеди множество международни организации да постигнат съгласие не само за дефинициите на Международната система единици, но и за правила за изписване и представяне на измерванията по стандартен начин.
Международната система единици е приета от повечето страни по света, макар че в англоезичните страни въвеждането на системата не е пълно. В Съединените щати метричните единици не се използват често извън науката и администрацията, но използваните в страната единици са дефинирани чрез единиците от Международната система. Във Великобритания и Канада Международната система единици е въведена частично, като в някои области продължават да се използват имперски единици.
Пълното официално описание на SI заедно с нейното тълкуване се съдържа в действащата редакция на Брошурата SI (на френски: Brochure SI; на английски: The SI Brochure) и допълнението към нея, публикувани от Международното бюро за мерки и теглилки (BIPM) и представени на сайта на BIPM. Брошурата SI се издава от 1970 г., от 1985 г. излиза на френски и английски език, преведена е също на ред други езици, обаче за официален се смята само текстът на френски език. Брошурата е публикувана в превод на български език от Съюза на метролозите в България в „Бюлетин в помощ на специалиста“, брой 1, 2020 г.
Международният стандарт ISO/IEC 80000 (издаден съвместно от IEC и ISO) описва Международната система (SI) и препоръките за употреба на кратните и други производни единици. 

## История
Метричната система е въведена за първи път по време на Френската революция, като първоначално включва само метъра и килограма като стандарти за дължина и маса.
През 1791 г. във Франция Националното събрание и крал Луи XVI възлагат на специален комитет на Френската академия на науките да разработи унифицирана и рационална система за измерване. Групата, сред участниците в която са химикът Антоан Лавоазие и математиците Пиер-Симон Лаплас и Адриан-Мари Льожандър, прилага принципите за свързване на дължина, обем и маса, изложени от английския духовник Джон Уилкинс през 1668 г., както и концепцията за използване на дължината на земния меридиан като основа на дефиницията на единица за дължина, предложена през 1670 г. от французина Габриел Мутон.
На 30 март 1791 г. Националното събрание приема предложените от комитета принципи на новата десетична система за измерване и организира геодезични измервания между Дюнкерк и Барселона, за да се определи дължината на меридиана. На 11 юли 1792 г. комитетът предлага наименованията „метър“, „ар“, „литър“ и „грав“ за единиците за дължина, площ, обем и маса. Комитетът предлага и имената на производните единици да се образуват чрез добавяне на десетични представки, като „санти-“ за една стотна и „кило-“ за хиляда.
Закон от 7 април 1795 г. дефинира единиците грам и килограм, които заменят дотогавашните грав и гравѐ (1/1000 от грав), а на 22 юни 1799 г., след като Пиер Мешен и Жан-Батист Жозеф Дьоламбр завършват измерването на меридиана, в Националния архив на Франция са поставени стандартните образци за метър и килограм. На 10 декември 1799 г., месец след преврата от 18 брюмер, е приет законът, с който във Франция окончателно се въвежда метричната система.
През първата половина на XIX век няма особена последователност в избора на множители на основните единици – например мириаметърът (10 000 m) се използва широко както във Франция, така и в части от Германия, докато за маса се използва килограм (1000 g), а не мириаграм.
През 30-те години на XIX век германецът Карл Фридрих Гаус поставя основите на кохерентна система, базирана на единици за дължина, маса и време. През 1832 г. той, със съдействието на Вилхелм Вебер имплицитно дефинира секундата като основна единица, изразявайки земното магнитно поле в милиметри, грамове и секунди. Дотогава интензитетът на земното магнитно поле е описван само в относителни единици. Техниката, използвана от Гаус, е да уравновеси момента на силата, предизвиквана от земното магнитно поле в окачен магнит с известна маса, с момента, предизвикван от земното притегляне върху еквивалентна система.
През 60-те години група учени, работещи за Британската асоциация за напредък на науката, формулират изискванията за кохерентност на система от основни и производни единици. Групата, включваща Джеймс Кларк Максуел и Уилям Томсън, надгражда постигнатото от Гаус и дефинира формално концепцията за кохерентна система единици, съдържаща основни и производни единици. Принципът на кохерентност е използван успешно за дефинирането на единици, базирани на системата „сантиметър – грам – секунда“ (CGS), като ерг за енергия, дина за сила, бария за налягане, поаз за динамичен вискозитет и стокс за кинематичен вискозитет.
Масовото използване на различни системи единици забавя включването в тях на електрически единици до 1900 г., когато Джовани Джорджи установява необходимостта от дефинирането на една електрическа величина като четвърта основна, наред с първоначалните три.
Междувременно през 1875 г. Метричната конвенция прехвърля отговорността за сравняване на килограма и метъра с договорени прототипи от френски към международен контрол. През 1921 г. Конвенцията е разширена, обхващайки всички физични величини, включително електрическите единици, първоначално дефинирани през 1893 г.
През 1948 г. започва мащабна ревизия на метричната система, която разработва Практическа система единици – тя е публикувана през 1960 г. под името Международна система единици. През 1954 г. X Генерална конференция по мерки и теглилки определя електрическия ток като четвърта основна величина на Практическата система единици и добавя две нови основни величини – температура и интензитет на светлината, с което основните величини стават шест, а съответните им основни единици са метър, килограм, секунда, ампер, келвин и кандела. През 1971 г. е добавена и седма величина – количество вещество, представяна с единицата мол.
Единиците от SI са определени на международни конференции, организирани от Международното бюро за мерки и теглилки (BIPM), които се провеждат веднъж на 4 години в Париж.
През май 2019 г. влизат в действие нови определения на основните единици от SI, при което от определенията отпадат позоваванията на каквито и да са материални предмети.

## Разпространение на системата
Системата е законно призната и се ползва по целия свят, като в повечето страни е задължителна, вкл. в България. Страните, които все още признават и други единици (напр. САЩ и Обединеното кралство), използват SI, за да ги дефинират.

### В България
Съгласно чл. 3 и 11 от Закона за измерванията, в Република България са разрешени за използване само единиците от Международната система единици (SI), също и единиците, използвани заедно със SI (виж по-долу), както и техните съставни единици.
До 1990-те г. в България (подобно на СССР) са се използвали и означения на единиците и представките на кирилица, установени с БДС 3952, въпреки че правилата на международната система още тогава не са допускали това (SI не съдържа означения на кирилица). През 1994 г. БДС 3952 е отменен като противоречащ на SI по отношение на означенията и е заменен с групата стандарти БДС ISO 31 (по-късно заменени от ISO/IEC 80000). Същевременно е преработен Законът за измерванията, който прави задължително ползването на SI в България (тъй като стандартите вече са незадължителни). В изпълнение на закона е утвърдена Наредба за единиците за измерване, разрешени за използване в Република България.

## Наименования и означения на единиците
Съгласно международните документи (Брошура SI, ISO 80000, Международен метрологичен речник), единиците от SI имат наименования и означения. Наименованията на единиците могат да се записват и произнасят различно на различните езици, например: на френски: kilogramme; на английски: kilogram; на португалски: quilograma; на уелски: cilogram; на български: килограм; на гръцки: χιλιόγραμμο; на китайски: 千克; на японски: キログラム. Означенията на единиците, съгласно Брошурата SI, не са съкращения, а математически обекти (на френски: entités mathématiques; на английски: mathematical entities). Те влизат в международната научна символика на ISO 80000 и не зависят от езика, например kg фигурира в текстовете на всички езици. В международните означения на единиците се използват букви от латинската азбука, в отделни случаи – гръцки букви или специални символи.
Наименованията на единиците се подчиняват на граматическите норми на езика, в който се използват: един мол, два мола; на румънски: cinci kilograme, treizeci de kilograme. Означенията на единиците не се изменят: 1 mol, 2 mol, 5 kg, 30 kg.

### Изписване на единиците
- Означенията се изписват с малки латински или гръцки букви, освен за символи, при които единицата произлиза от лично име: например означението на единицата за налягане, наречена на Блез Паскал (Blaise Pascal), е Pa, докато самата мерна единица се изписва „паскал“. Официално SI разрешава едно изключение – литъра, за означаването на който може да се ползва както малка, така и главна латинска буква (l или L).
- Означенията остават в единствено число: 25 kg (не „25 kgs“) (отнася се за английския език).
- Препоръчително е да се използва обикновен (изправен, роман) шрифт (например kg за килограм, m за метър), за да се различават от математически и физични променливи, които се изписват в курсив (например m за маса, l за дължина).
- Между числата и означенията се оставя интервал: 2,21 kg, 7,3 × 102 m2.
- Между цифрите в групи по три се оставят интервали, например 1 000 000 или 342 142 (а не запетайки или точки като 1,000,000 или 1.000.000).
- Дробната част на числото се отделя с десетична запетая. Числото „двадесет и четири цяло и петдесет и една стотни“ се изписва „24,51“. През 1997 г. Международният комитет за мерки и теглилки приема, че британската десетична точка може да се използва в текстове, написани на английски език („24.51“). За всички други езици официалният стандарт остава десетичната запетая.
- При изписване на означението на единиците за измерване, след него не се поставя точка (освен ако не е в края на изречението).[24][25]

## Единици SI

### Дефиниране на единица за измерване на величина
Единицата за измерване на дадена величина (виж Системи единици) е единична стойност на съответната величина, приета като мярка за измерването ѝ. За една величина могат да се използват различни единици. Например:

- стойността на скоростта v може да се изрази в „метри за секунда“ и „километри за час“ като 
v [в km/h] = 3,6·v [в m/s] и 
v [в m/s] = 0,27777777·v [в km/h];
- мощността Р може да се изрази в единиците „ват“, „киловат“, „конска сила“ и др., като
 Р [в к. с.] = 1,35962173·P [в kW] = 1359,62173·P [във W] и
P [в kW] = 0,73549875·Р [в к. с.].

### Дефиниране на SI
Международната система на единици SI се дефинира от стойността на 7 константи, чрез които се дефинират седемте основни единици. Седемте дефиниционни константи са избрани по такъв начин, че всяка единица в SI може да се изрази чрез една от тези константи, чрез тяхно произведение или частно.
Международната система на единици SI е системата на единици, в която:
- честотата на свръхфиния преход от основното състояние на несмущаван атом на Цезий 133, ΔVCs е равна на 
9 192 631 770 Hz;
- скоростта на светлината във вакуум c е равна на 299 792 458 m/s;
- константата на Планк h е равна на 6,626 070 15 × 10−34 J·s;
- елементарният електричен заряд е е равен на 1,602 176 634×10−19 С;
- константата на Болцман k е равна на 1,380 649 × 10−23 J/K;
- константата на Авогадро NA е равна на 6,022 140 76 × 1023 mol-1;
- светлинната ефективност на монохроматично лъчение с честота 540 × 1012 Hz, Kcd е равна на 683 lm/W,

където единиците херц Hz, джаул J, кулон C, лумен lm и ват W са свързани с единиците секунда s, метър m, килограм kg, ампер A, келвин K, мол mol и кандела cd чрез уравненията Hz = s−1 , J = kg·m2·s−2, C = A·s, lm = cd·m2·m−2 = cd·sr (стерадиан) и W = kg·m2·s−3.

### Основни единици
В SI са дефинирани седем основни единици заедно с представки. Всички останали единици са техни производни. Седемте основни единици са метър, килограм, секунда, ампер, келвин, мол и кандела съответно за следните физични величини: дължина, маса, време, електрически ток, температура, количество вещество и светлинен интензитет. Символите или означенията им се изписват с малка буква, изключение правят само К (келвин) и А (ампер), защото идват от имена на хора.
| Име      | Означение | Мярка за                   | Определение |
| -------- | --------- | -------------------------- | --- |
| метър    | m         | Дължина                    | Единицата за дължина „метър“ се определя, като фиксираната числена стойност на скоростта на светлината във вакуум c се приема за 299 792 458, изразена в единицата m/s, където секундата се определя посредством {\displaystyle \Delta \nu _{\text{Cs}}}, и се означава с „m“. |
| килограм | kg        | Маса                       | Единицата за маса „килограм“ се определя, като фиксираната числена стойност на константата на Планк h се приема за 6,626 070 15 × 10−34, изразена в единицата J s, равна на kg m2 s−1, където метърът и секундата се определят посредством c и {\displaystyle \Delta \nu _{\text{Cs}}}, и се означава с „kg“. |
| секунда  | s         | Време                      | Единицата за време „секунда“ се определя, като фиксираната числена стойност на честотата на трептене на цезия {\displaystyle \Delta \nu _{\text{Cs}}}, честотата на свръхфиния преход от непертурбираното основно състояние на атома на цезий 133, се приема за 9 192 631 770, изразена в единицата Hz, равна на s−1, и се означава с „s“. |
| ампер    | A         | Електрически ток           | Единицата за електричен ток „ампер“ се определя, като фиксираната числена стойност на елементарния заряд e се приема за 1,602 176 634 × 10−19, изразена в единицата C, равна на A s, където секундата се определя посредством {\displaystyle \Delta \nu _{\text{Cs}}}, и се означава с „А“. |
| келвин   | K         | Термодинамична температура | Единицата за термодинамична температура „келвин“ се определя като фиксираната числена стойност на константата на Болцман k се приема за 1,380 649 × 10−23, изразена в единицата J K−1, равна на kg m2 s−2 K−1, където килограмът, метърът и секундата се определят посредством h, c и {\displaystyle \Delta \nu _{\text{Cs}}}, и се означава с „К“.                                                                                             |
| мол      | mol       | Количество вещество        | Един мол съдържа точно 6,022 140 76 × 1023 структурни единици. Това число е фиксираната числена стойност на константата на Авогадро NA, изразена в единицата mol−1, и се нарича „число на Авогадро“. |
| кандела  | cd        | Интензитет на светлината   | Единицата за интензитет на светлина „кандела“ в определена посока се определя чрез фиксираната числена стойност на светлинната ефективност на монохроматичното излъчване с честота 540 × 1012 Hz, Kcd се приема за 683, изразена в единицата lm W−1, която е равна на cd sr W−1 или на cd sr kg-1 m−2 s3, където килограмът, метърът и секундата се определят посредством h, c и {\displaystyle \Delta \nu _{\text{Cs}}}, и се означава с „cd“. |

### Допълнителни и производни единици
Единиците за ъгъл се смятат за специален клас допълнителни единици (по предложение на BIMP).
Производните единици в SI се получават чрез произведения от степени на основните единици SI и/или допълнителните единици SI и служат за измерване на други количества. Макар че всички основни единици могат да се комбинират, не всички получени комбинации имат имена.
Когато единицата има отношение към площ, което е двуизмерна величина, се ползва втората степен (квадрат), а когато е към обем, което е триизмерна величина, се ползва третата степен (куб).
| Име       | Означение | Мярка за           | Определение |
| --------- | --------- | ------------------ | --- |
| радиан    | rad       | Равнинен ъгъл      | Радиан е ъгълът между два радиуса на кръг, които отрязват от окръжността му дъга, равна на неговия радиус.                                                                                               |
| стерадиан | sr        | Пространствен ъгъл | Стерадиан е пространственият ъгъл на конус с връх в центъра на сфера с радиус r, който отрязва от повърхността на сферата площ, равна на площта на квадрат със страна, равна на радиуса на сферата (r2). |

| Мярка за                                   | Име     | Означение | Изразяване чрез основни единици |
| ------------------------------------------ | ------- | --------- | ------------------------------- |
| Честота                                    | херц    | Hz        | s−1                             |
| сила                                       | нютон   | N         | kg·m/s 2                        |
| Енергия                                    | джаул   | J         | N·m = kg·m2/s2                  |
| Мощност                                    | ват     | W         | J/s = kg.m2/s3                  |
| Налягане, механично напрежение             | паскал  | Pa        | N/m2 = kg/(m·s2)                |
| Светлинен поток                            | лумен   | lm        | cd·sr                           |
| Осветеност                                 | лукс    | lx        | cd sr/m2                        |
| Електрически заряд                         | кулон   | C         | A·s                             |
| Електрически потенциал                     | волт    | V         | J/C = kg m2/A s3                |
| Електрическо съпротивление                 | ом      | Ω         | V/A = kg·m2/s3·A2               |
| Електрически капацитет                     | фарад   | F         | A2·s4/kg·m2                     |
| Магнитен поток                             | вебер   | Wb        | kg m2/s2 A                      |
| Магнитна индукция                          | тесла   | T         | Wb/m2 = kg/s2 A                 |
| Индуктивност                               | хенри   | H         | kg m2/s2 A2                     |
| Електрическа проводимост                   | сименс  | S         | Ω −1 = kg−1 m−2 s3 A2           |
| Активност на радиоактивен източник         | бекерел | Bq        | s−1                             |
| Погълната доза (от йонизираща радиация)    | грей    | Gy        | J/kg = m2/s2                    |
| Еквивалентна доза (от йонизираща радиация) | сиверт  | Sv        | J/kg = m2/s2                    |

### Извънсистемни единици
Много мерни единици, които не са част от SI са приети да се използват съвместно с тези от SI (например ден, литър, бар), други се допускат за определени области (например милиметър живачен стълб), а за трети вид се препоръчва постепенно излизане от употреба (например конска сила).

### Представки
Използването на основните, допълнителните и производните единици в практиката понякога е затруднено, поради много малка или твърде голяма стойност на единицата. Затова е приета системата с представки, кратни на 10, които определят по-голяма стойност на величината или дробни части от нея, когато трябва да се използва много малка част.
| По-големи от основната единица | Име       |     | дека- | хекто- | кило- | мега-  | гига- | тера- | пета-  | екса- | сета-  | йота-  | рона-  | квета- |
| ------------------------------ | --------- | --- | ----- | ------ | ----- | ------ | ----- | ----- | ------ | ----- | ------ | ------ | ------ | ------ |
| По-големи от основната единица | Означение |     | da    | h      | k     | M      | G     | T     | P      | E     | Z      | Y      | R      | Q      |
| По-големи от основната единица | Стойност  | 100 | 101   | 102    | 103   | 106    | 109   | 1012  | 1015   | 1018  | 1021   | 1024   | 1027   | 1030   |
|                                |           |     |       |        |       |        |       |       |        |       |        |        |        |        |
| По-малки от основната единица  | Име       |     | деци- | санти- | мили- | микро- | нано- | пико- | фемто- | ато-  | септо- | йокто- | ронто- | квето- |
| По-малки от основната единица  | Означение |     | d     | c      | m     | µ      | n     | p     | f      | a     | z      | y      | r      | q      |
| По-малки от основната единица  | Стойност  | 100 | 10−1  | 10−2   | 10−3  | 10−6   | 10−9  | 10−12 | 10−15  | 10−18 | 10−21  | 10−24  | 10-27  | 10-30  |